# Palácio Larraín

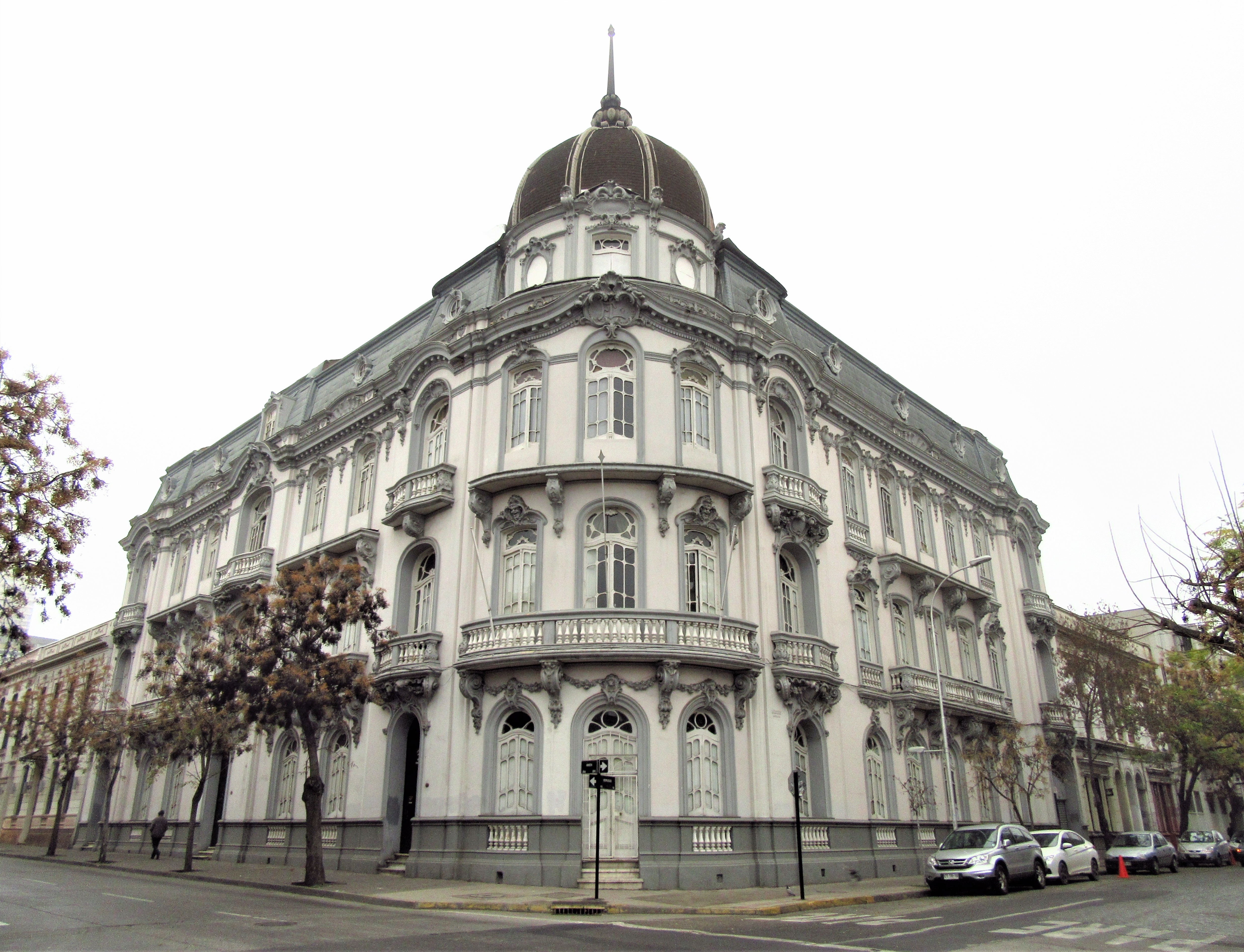
Palácio Larraín em 2017.

O Palácio Larraín é um edifício localizado em Santiago do Chile. Foi construído pelo arquiteto Gustavo Monckeberg em 1911 e foi utilizado pela família Larraín Mancheño até 1970.

## Qualidades e história
Tem 3 andares, 85 quartos, 14 banheiros e 5 acessos. O palácio também possui um andar extra de mansarda e um andar subterrâneo, do qual sua entrada foi perdida. Mantém a ornamentação e os mobiliários da época, e suas escadarias de mármore, vidros, seus pisos de parquet e os azulejos de cerâmica do pátio central, em torno dos quais a casa e suas galerias superiores são encomendadas.
Este edíficio pertencia a Juan Francisco Larraín Alcalde, filho de José Patricio Larraín Gandarillas e Carolina Alcalde Velasco, casado com Teresa Mancheño Valdés, de quem vem a família Larraín Mancheño, composta por seis irmãos: Francisco, Roberto, Fernando, Teresa, Sofiá e Francisco de Paula. Deles, herdou a propriedade Teresa Larraín de Llorente, que quando morreu passou a sua filha mais major, Teresa Llorente Larraín.